# Anguillaanse voetbalbond
De Anguilla Football Association of Anguillaanse voetbalbond (AFA) is een voetbalbond van Anguilla. De voetbalbond werd opgericht in 1990 en werd in 1996 lid van de CONCACAF. Twee jaar eerder werd de bond als geassocieerd lid hiervan. In 1996 werd de bond lid van de FIFA.
Het organiseert onder andere het AFA Senior Male Football Tournament (clubcompetitie voor mannen). De voetbalbond is ook verantwoordelijk voor het Anguillaans voetbalelftal.